# آشوت خاچاتریان
آشوت سورنی خاچاتریان (ارمنی: Աշոտ Սուրենի Խաչատրյան؛ زادهٔ ۳ اوت ۱۹۵۹) یک بازیکن و مربی فوتبال اهل ارمنستان است.

## باشگاهی
از باشگاه‌هایی که در آن بازی کرده‌است می‌توان به آرارات ایروان اشاره کرد.

## تیم ملی
وی همچنین در تیم ملی فوتبال ارمنستان بازی کرده است. خاچاتریان نخستین بازی ملی خود را که یک بازی دوستانه بود در تاریخ ۱۴ اکتبر ۱۹۹۲ در مقابل مولداوی انجام داده است.